# Савезна Република Централнa Америкa
Савезна Република Централнa Америкa или Уједињене провинције Централне Америке (шп. República Federal de Centro América, Provincias Unidas del Centro de América) је била федерална република која је постојала непосредно након ослобођења региона Централне Америке од шпанске колонијалне власти. 

## Историја
Независност од Шпаније је прогласила 15. 9. 1821. Простирала се на територији данашњих земаља Гватемале, Салвадора, Хондураса, Никарагве и Костарике, а укључивала је и мексичку државу Чијапас. На кратко је (1821–1822) постала део Првог мексичког царства, да би јула 1823 повратила независност (без Чијапаса који је остао део Мексика). Главни град је прво био Гватемала (1821–1834), а касније Сан Салвадор (1834–1838). Године 1838. формира се шеста држава, Лос Алтос са главним градом Кецалтенангом, од западних територија Гватемале.

### Распад федерације
У периоду између 1838. и 1840, земља је ушла у грађански рат. Прва држава која се званично издвојила 5. 11. 1838. био је Хондурас, затим су се издвојиле Никарагва и Костарика. Гватемала се одвојила 1839. и присвојила је државу Лос Алтос. Фебруара 1841. године, држава је званично престала да постоји, након што је и Ел Салвадор прогласио независност.